# Bogdan Andone
Bogdan Ioan Andone (n. 7 ianuarie 1975, Aiud, România) este un fotbalist român retras din activitate, care a jucat pe post de atacant la echipe ca Apollon, Rapid și Sportul Studențesc. După încheierea carierei, a devenit antrenor, și antrenează în prezent pe FC Argeș Pitești.
A debutat ca fotbalist în Liga I pe 22 martie 1992 în meciul Sportul Studențesc - Corvinul Hunedoara 3-0. 
În vara anului 2019 a devenit antrenor al echipei FCSB, echipă de la care a plecat după două luni din cauza neînțelegerilor cu patronul acesteia, George Becali, legate de conducerea și alcătuirea echipei.
În 2019, a devenit antrenor la Astra Giurgiu.
La 29 decembrie 2020, Andone a fost numit antrenor al echipei FC Voluntari din Liga I. A fost demis în luna mai 2021, din cauza rezultatelor slabe, echipa ajungând în lupta pentru evitarea retrogradării.
La 11 februarie 2023, a revenit la Apollon Limassol, de această dată ca antrenor, după ce între 2003 și 2008 jucase la echipa cipriotă, fiind și căpitan al echipei.